# Mustaf Khalib Hussein
Mustaf Khalib Hussein (1º gennaio 1998) è un calciatore somalo, portiere dell'IFK Berga e della Nazionale somala.

## Carriera

### Club
Ha esordito nel 2015 con la maglia dello Jeenyo United.

### Nazionale
Ha esordito in Nazionale il 9 ottobre 2015 in Somalia-Niger, valida per le qualificazioni ai mondiali 2018.